# Kemija u industriji
Kemija u industriji (abrégé en Kem. Ind. ou KUI) ou Chimie et industrie est une revue scientifique croate mensuelle à comité de lecture qui publie des articles en libre accès concernant la chimie industrielle.
L'actuel directeur de publication est Danko Škare.

## Histoire
Le journal a changé une fois de nom au cours de son histoire :
- Pregled tehničke literature i dokumentacije, 1951-1952 (OCLC 286007825)
- Kemija u industriji, 1952-en cours  (ISSN 0022-9830)

Les résumés des articles sont accessibles en ligne à partir de 2002 (vol.51) et les articles sont accessibles en libre accès à partir de 2004 (vol.53).